# Brachyistius
Brachyistius is een geslacht van straalvinnige vissen uit de familie van brandingbaarzen (Embiotocidae). Het geslacht is voor het eerst wetenschappelijk beschreven in 1862 door Gill.

## Soorten
- Brachyistius aletes (Tarp, 1952)
- Brachyistius frenatus Gill, 1862